# Dešenice
Dešenice (en allemand : Deschenitz) est un bourg (městys) du district de Klatovy, dans la région de Plzeň, en République tchèque. Sa population s'élevait à 712 habitants en 2021.

## Géographie
Le village de Dešenice se trouve à 3 km au sud-est de Nýrsko, à 17 km au sud-ouest de Klatovy, à 54 km au sud-sud-est de Plzeň et à 128 km au sud-ouest de Prague.
La commune est limitée par Nýrsko au nord-ouest et au nord, par Strážov et Čachrov à l'est, par Železná Ruda au sud, et par Nýrsko et Hamry à l'ouest.

## Histoire
La première mention écrite de la localité date de 1272.

## Administration
La commune se compose de neuf sections :
- Datelov
- Děpoltice
- Dešenice
- Divišovice
- Matějovice
- Městiště
- Milence
- Oldřichovice
- Žiznětice

## Galerie

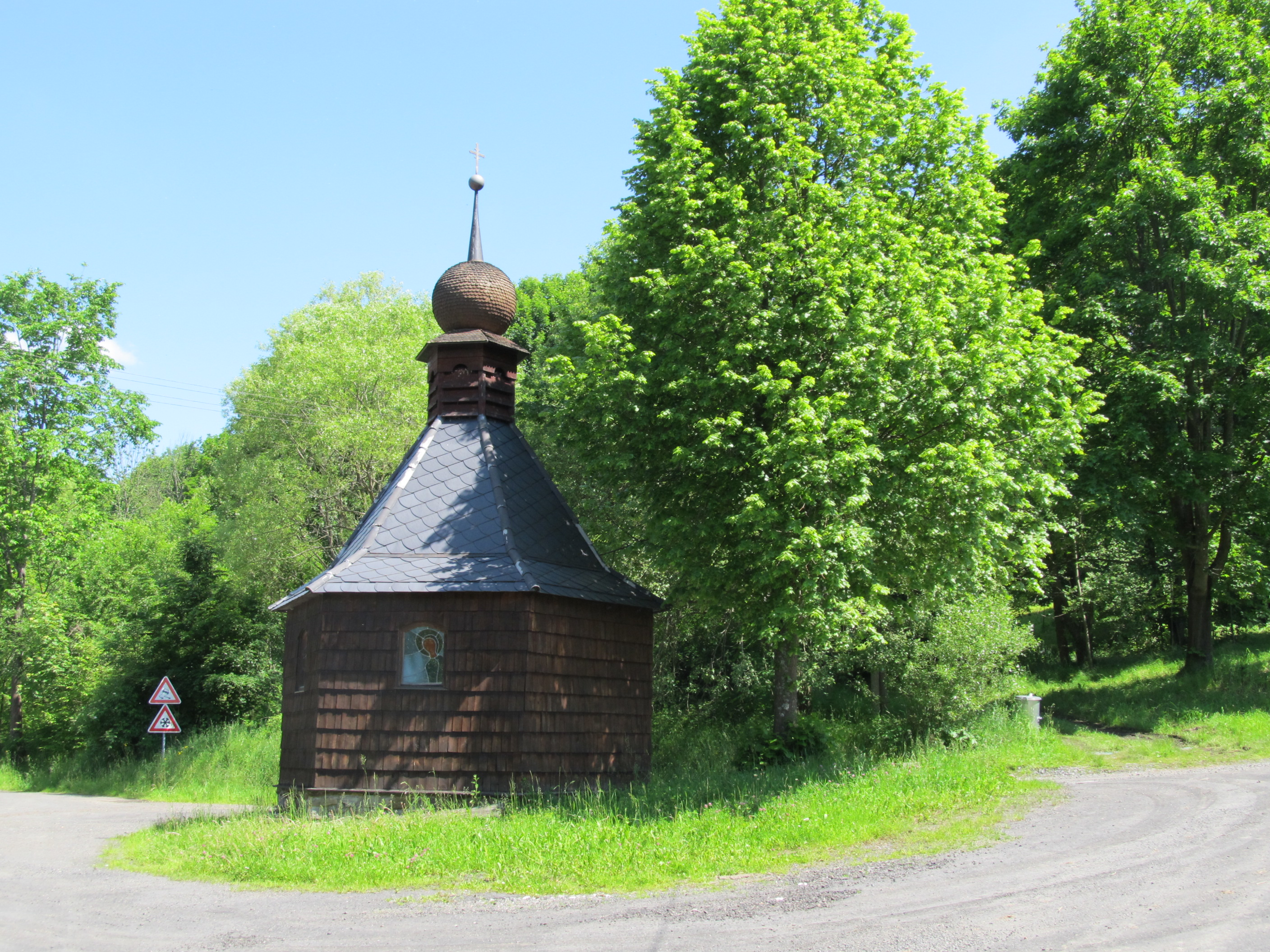
Chapelle à Městiště.
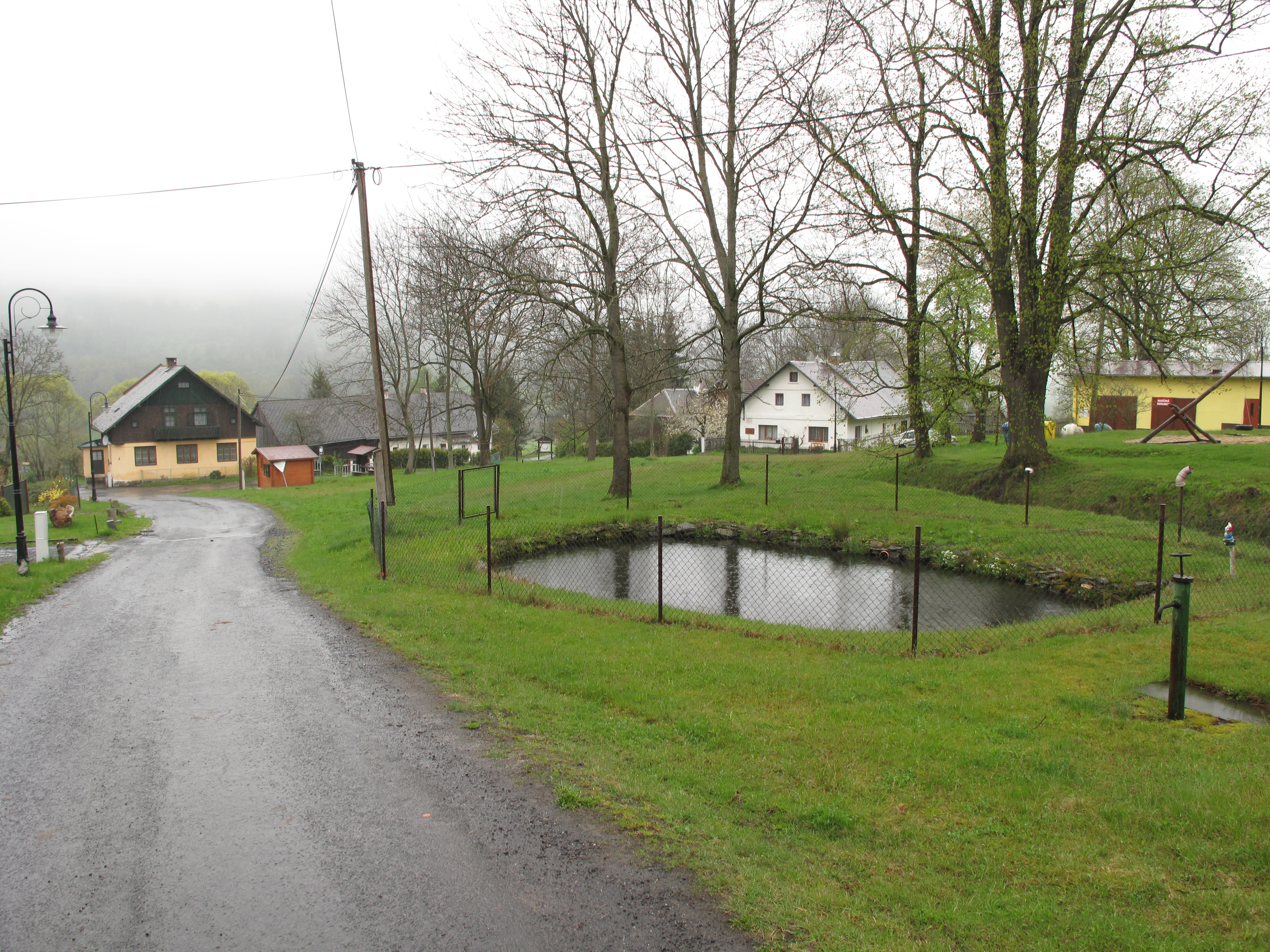
Divišovice.

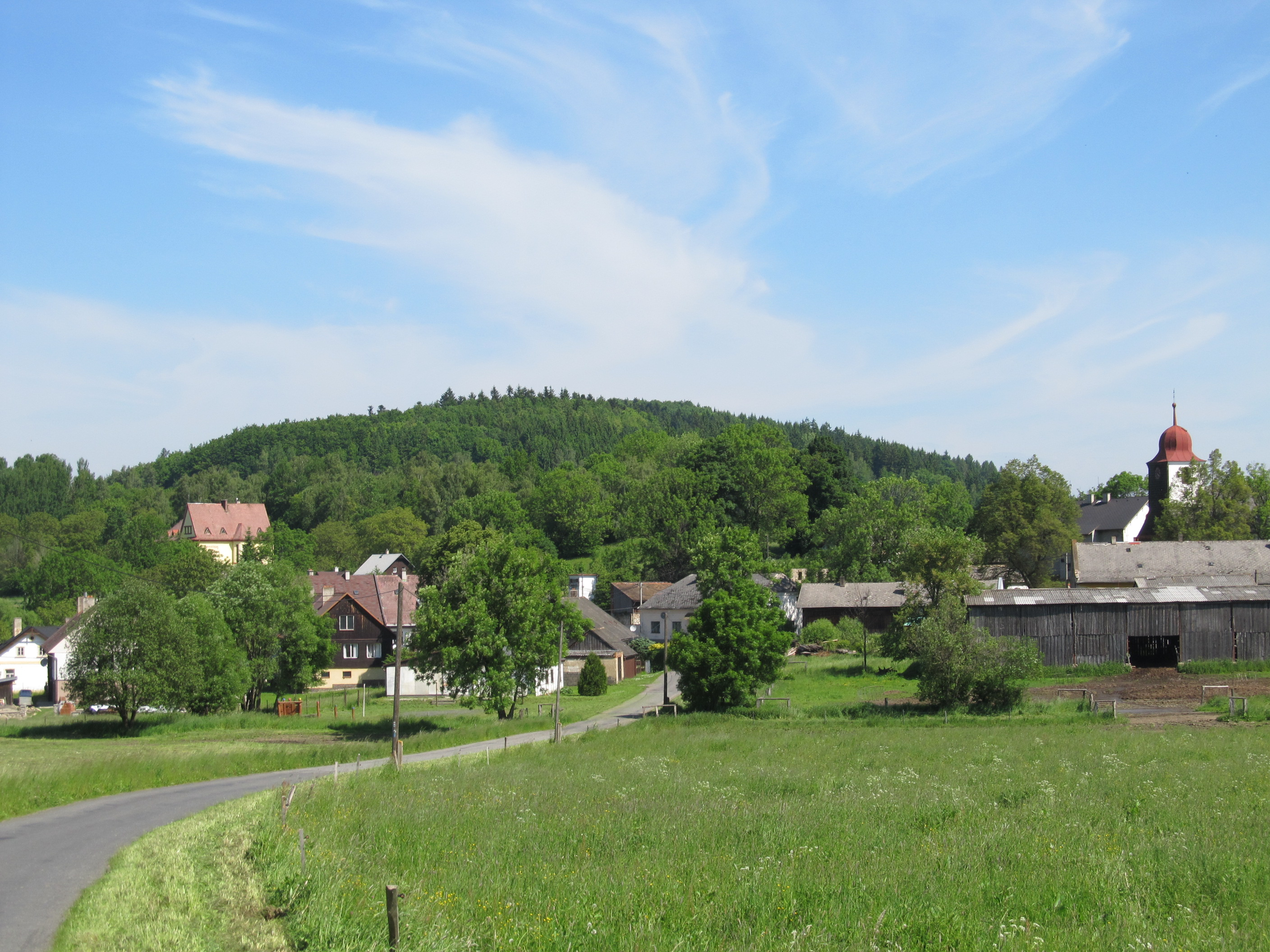
Děpoltice.
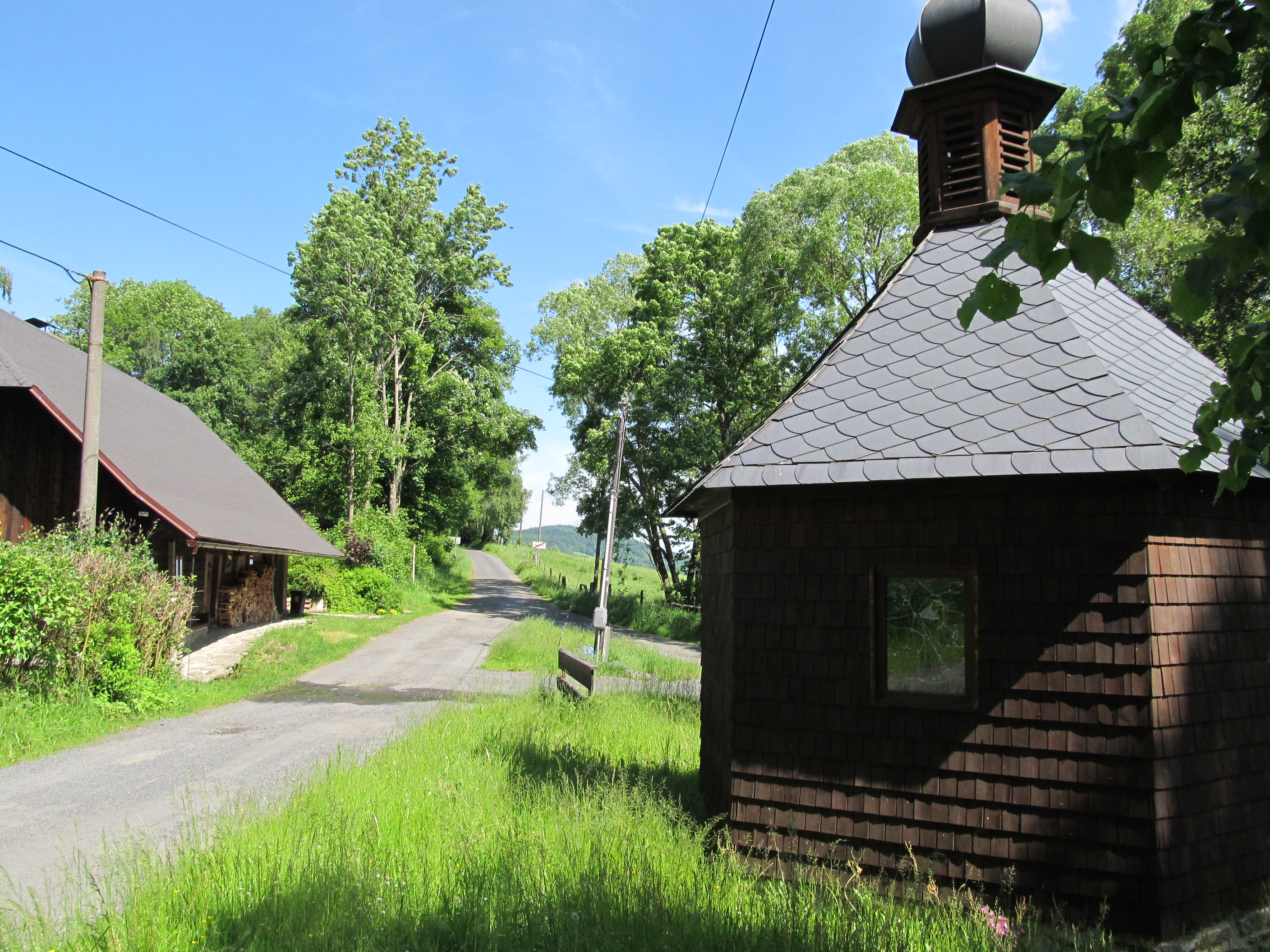
Datelov.

## Transports
Par la route, Dešenice se trouve à 4 km de Nýrsko, à 21 km de Klatovy, à 63 km de Plzeň et à 151 km de Prague.